# دنيس بي. كولينز
دنيس بي. كولينز هو سياسي أمريكي، ولد في 12 يونيو 1924 في بايون (نيوجيرسي) في الولايات المتحدة، وتوفي بنفس المكان في 6 ديسمبر 2009. انتخب Mayor of Bayonne, New Jersey ‏.